# Richard Axel
Richard Axel (New York, 2 juli 1946) is een Amerikaans neurowetenschapper, die vooral bekend is vanwege zijn onderzoek op het gebied van het reukzintuigsysteem bij mensen. Hiervoor won hij in 2004 samen met Linda B. Buck de Nobelprijs voor Fysiologie of Geneeskunde.

## Biografie
Axel studeerde in 1963 af aan de Stuyvesant High School. In 1967 ontving hij zijn Bachelor of Arts van de Columbia-universiteit, en in 1971 zijn Doctor of Medicine van de Johns Hopkins-universiteit. Datzelfde jaar keerde hij terug naar de Columbia-universiteit, alwaar hij in 1978 professor werd.
Tijdens de jaren 70 ontdekte Axel samen met microbioloog Saul J. Silverstein en geneticus Michael H. Wigler een techniek voor cotransformatie, een proces waarbij vreemd DNA wordt ingebracht bij een gastcel om een bepaald proteïne te produceren. In 1980 namen de drie patenten op de methode, welke nu bekendstaan als de "Axel patents".
Axel’s primaire onderzoek was hoe de hersenen geuren interpreteren. Hij werkte samen met Linda B. Buck aan dit onderzoek. Samen schreven ze in 1991 een paper over hun gezamenlijke onderzoek waarbij ze reukzintuigreceptoren kloonden, en hiermee aantoonden dat ze behoren tot de familie van de G-proteïnegekoppelde receptoren. Door het DNA van een rat te bestuderen ontdekten ze in het genoom dat zoogdieren duizenden verschillende reukzintuigreceptoren hebben en dat elke reukcel maar één type receptor heeft. Dit onderzoek opende de deur naar de genetische en moleculaire analyse van de reukzin.
Axel is professor biochemie en moleculaire biofysica aan de Columbia-universiteit. Tevens is hij onderzoeker aan het Howard Hughes Medical Institute (HHMI). Axel is getrouwd met Cornelia "Cori" Bargmann. Daarvoor was hij getrouwd met Ann Axel.